# Velemér, Vas
Velemér  este un sat în districtul Körmend, județul Vas, Ungaria, având o populație de 70 de locuitori (2011). 

## Demografie
Componența etnică a satului Velemér
     Maghiari (100%)
Componența confesională a satului Velemér
     Reformați (48,57%)
     Romano-catolici (18,57%)
     Fără religie (10%)
     Necunoscută (22,86%)
Conform recensământului din 2011, satul Velemér avea 70 de locuitori. Din punct de vedere etnic, majoritatea locuitorilor (100,0%) erau maghiari. Nu există o religie majoritară, locuitorii fiind reformați (48,57%), romano-catolici (18,57%) și persoane fără religie (10,0%). Pentru 22,86% din locuitori nu este cunoscută apartenența confesională.